# Aniulus oreines
Aniulus oreines är en mångfotingart som beskrevs av Chamberlin 1940. Aniulus oreines ingår i släktet Aniulus och familjen Parajulidae. Inga underarter finns listade i Catalogue of Life.